# Anschläge am 13. März 2016 in Grand-Bassam

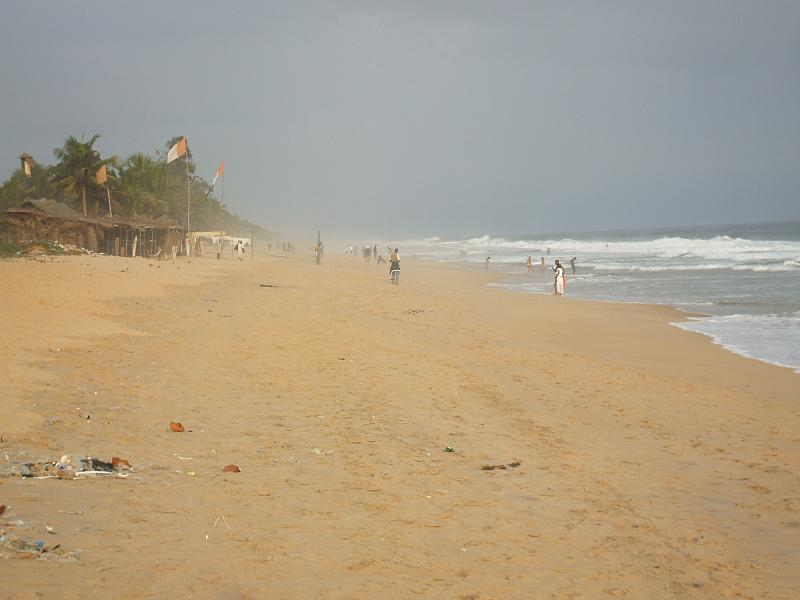
Der Ort des Anschlages im Jahre 2008

Bei den Anschlägen am 13. März 2016 kamen in Grand-Bassam, einer Hafenstadt in Côte d’Ivoire, mindestens 18 Menschen ums Leben, nach anderen Angaben mindestens 21. Mindestens 33 weitere Menschen wurden verletzt. Zu dem Anschlag bekannte sich die radikale islamistische Gruppierung al-Qaida im Maghreb.
Sechs mit Kalaschnikows und Handgranaten bewaffnete Männer beschossen am Sonntag, den 13. März 2016, ab 13:00 Uhr Ortszeit Badegäste an einem Strand von Grand-Bassam, der zum UNESCO-Welterbe gehört, und griffen anschließend die drei angrenzenden Hotels „La Nouvelle Paillote“, „L´Étoile du Sud“ und „Koral Beach II“ an. Laut Augenzeugen sollen sie Allahu akbar gerufen haben. Zwei der Männer erschossen Hotelgäste am Strand, vier der Männer waren mit einer Ford-Limousine vorgefahren und hatten erst einmal in einem Hotel auf Arabisch Getränke bestellt. Dann traten sie den Tisch um, an dem sie saßen, und eröffneten das Feuer.
Getötet wurden unter anderem drei Soldaten und drei der Angreifer. Ums Leben kamen auch vier Franzosen, die deutsche Leiterin des Goethe-Institutes Abidjan, Henrike Grohs, ein Mazedonier, sowie Personen aus Burkina Faso, Kamerun und Mali.
Verglichen wurde das Attentat mit terroristischen Anschlägen mit ähnlicher Vorgehensweise und Bekennerverlautbarungen in der Region: unter anderem in Tunesien im Juni 2015 (Anschlag in Port El-Kantaoui), in Mali im November 2015 (Anschlag auf das Radisson Blu Hotel in Bamako) und in Burkina Faso im Januar 2016 (Anschlag auf das Hotel Splendid in Ouagadougou).

## Reaktionen (Auswahl)
Deutschland

„Die Anschläge zeigen erneut, dass der Kampf gegen den Terror eine gemeinsame Aufgabe der internationalen Gemeinschaft ist. Nur mit dem beharrlichen und langfristig angelegten Engagement aller wird es gelingen, dem Terror und seinen brutalen Apologeten die Grundlage zu entziehen.“

Côte d’Ivoire
Der ivorische Präsident Alassane Ouattara besuchte den Ort des Attentats und erklärte eine dreitägige Staatstrauer.
Die lokale Musikgruppe Collectiv Bassam veröffentlichte ein Musikvideo mit dem Titel Meme Pas Peur (übersetzt auch keine Angst) über das Attentat.
Vereinigte Staaten
Die USA verurteilten die terroristischen Anschläge aufs Schärfste.